# Hans Baur (Pilot)

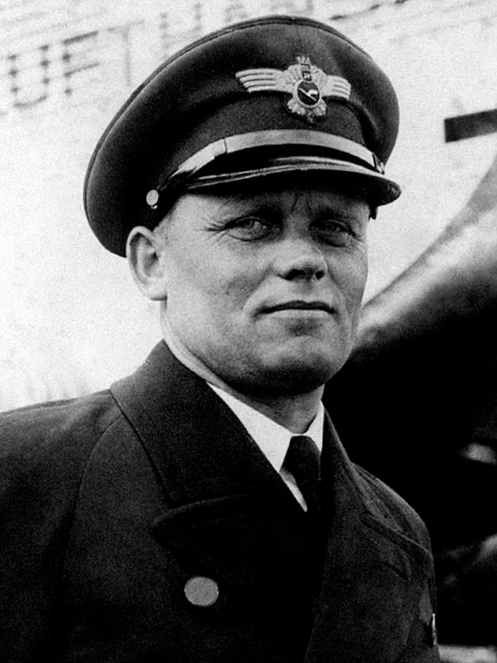
Hans Baur (um 1930)

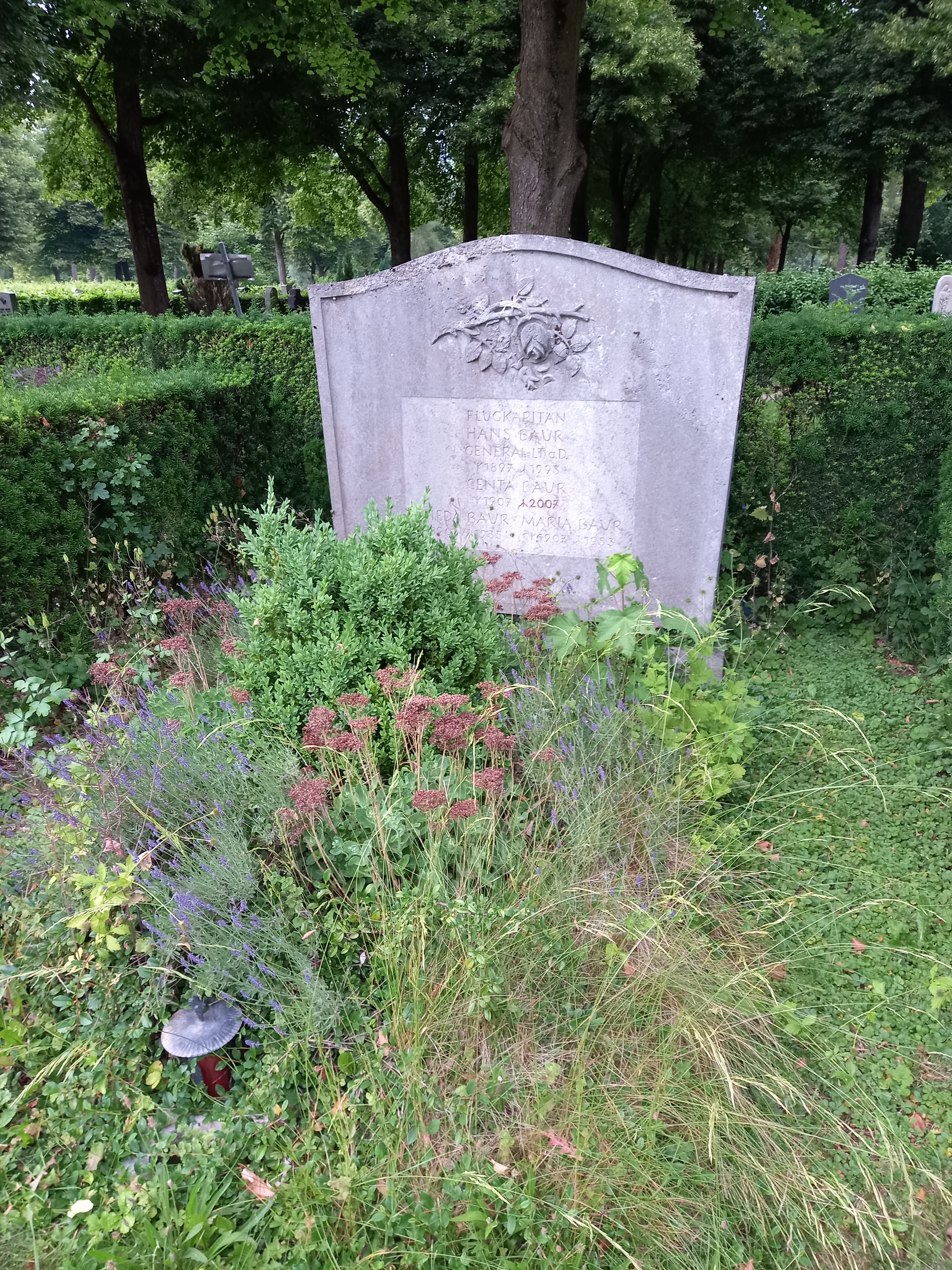
Das Grab von Hans Baur und seiner Ehefrau Centa im Familiengrab auf dem Westfriedhof (München)

Johann Peter Baur (* 19. Juni 1897 in Ampfing; † 17. Februar 1993 in Herrsching am Ammersee), genannt Hans Baur, war ein deutscher Flugzeugführer. Der frühe Nationalsozialist gehörte von 1933 bis 1945 als Chefpilot zu den hochrangigen Personen in der unmittelbaren Umgebung Adolf Hitlers.

## Leben

### Herkunft
Baurs Eltern waren der Postsekretär Johann Baptist Baur (* 21. Oktober 1867 in Linden; † 8. September 1926 in Kempten) und seine Ehefrau Babette, geb. Bock (* 15. Juni 1875 in Ampfing). Nach dem Besuch der Ludwigs-Realschule in München absolvierte er eine kaufmännische Ausbildung, die ihm aber nicht zusagte.

### Erster Weltkrieg
Beim Ausbruch des Ersten Weltkriegs meldete sich der 17-jährige Baur freiwillig zur Infanterie, wurde aber wegen seines schmächtigen Körperbaus abgewiesen. Im September 1915 schrieb er einen Brief an Kaiser Wilhelm II. mit der Bitte, ihn zur Fliegerabteilung nach Schleißheim einzuziehen. Von Ende November 1915 bis Januar 1916 erhielt er eine Ausbildung in der Flieger-Ersatzabteilung Schleißheim und war anschließend bis März 1916 bei der Flieger-Abteilung 1B eingesetzt. Er wartete und reinigte zuerst die Motoren und wurde dann nach Gersthofen zur Fliegerschule versetzt. Baur hatte fliegerisches Talent, denn nach nur 3 Starts wurde er zur Flugprüfung zugelassen. In Grafenwöhr lernte er dann das Artillerieeinschießen. Danach war er bis zum Kriegsende als Flugzeugführer und Artillerieflieger bei der Flieger-Abteilung 295 an der Westfront.
Seinen ersten Feindaufklärungseinsatz absolvierte Hans Baur in einem mit einem MG und Handgranaten ausgerüsteten AEG-Infanterieflugzeug, mit dem er auch feindliche Truppen im Hinterland angriff. Baur flog 2 bis 3 Einsätze täglich und blieb 4 Stunden in der Luft.
Im letzten Kriegsjahr 1918 erhielt Baur einen Doppeldecker vom Typ Hannover CL 3a, der wendiger und besser bewaffnet war. Bis zum Kriegsende schoss er 9 französische Flugzeuge ab. Für seinen Einsatz bekam Baur neben weiteren Auszeichnungen das Eiserne Kreuz in beiden Klassen und die Bayerische Tapferkeitsmedaille.

### Weimarer Republik
Nach Kriegsende gehörte Baur 1919 dem Freikorps Epp an. Im selben Jahr wurde er Kurierflieger der Militärluftpost in Fürth und flog dort die Strecke München–Nürnberg–Würzburg–Weimar. Von 1921 bis 1923 war er Pilot beim „Bayerischen Luftlloyd“ und danach bei Junkers. Von 1926 bis 1933 war Baur Pilot der Deutschen Luft Hansa und flog im Mai 1928 bei der Eröffnung die Strecke München–Mailand–Rom. Zum 4. Dezember 1926 trat Baur der NSDAP bei (Mitgliedsnummer 48.113). Am 1. April 1931 flog er den Eröffnungsflug Berlin–München–Rom und am 23. Mai desselben Jahres hatte er seinen 100. Alpenflug. Auch Nuntius Eugenio Pacelli, Arturo Toscanini, Zar Boris III. von Bulgarien und Mussolini zählten zu seinen Passagieren.
Im Jahr 1932 charterte die NSDAP im April für die Wahlkämpfe um die Reichspräsidentenwahl und im Juli für die Reichstagswahl von der Lufthansa die von Baur und seinem Team geflogenen Rorbach-Roland-Maschinen D-1720 „Niederwald“ und D-1692 „Stolzenfels“. Somit konnte Hitler täglich an mehreren, weit auseinander liegenden Orten auftreten. Joseph Goebbels’ Propagandaunternehmen „Hitler über Deutschland“ erwies sich als äußerst erfolgreich. Im Wahlkampf zur Reichstagswahl im November 1932 benutzte Baur dazu die neu angeschaffte D-2201 „Boelcke“ der Lufthansa, eine Ju 52. Diesem Flugzeugtyp sollte Hitler fortan treu bleiben.

### Chefpilot von Adolf Hitler
Im Jahr 1933 wurde Baur „Luftmillionär“ (d. h. ein Pilot, der mehr als 1 Million Kilometer geflogen ist – eine damals selten erreichte Leistung) der Deutschen Lufthansa. Hitler übernahm den zum 14. Oktober 1933 in die SS eingetretenen Baur (SS-Nummer 171.865) im Zuge seiner Machtergreifung von der Lufthansa als Chefpilot in die Flugstaffel „Reichsregierung“ und ernannte ihn am 9. September 1934 zum SS-Oberführer, am 31. Januar 1944 zum SS-Brigadeführer sowie Generalmajor der Polizei und am 24. Februar 1945 zum SS-Gruppenführer und Generalleutnant der Waffen-SS. Baur flog Hitler unter anderem zu dessen Aufenthalten auf dem Berghof. Während der Schlacht um Berlin befand er sich bei Hitler im Führerbunker. Bei einem gescheiterten Ausbruchsversuch an beiden Beinen schwer verwundet, geriet er am 2. Mai 1945 in sowjetische Kriegsgefangenschaft. In einem Militärhospital in Posen amputierte ihm ein deutscher Arzt das rechte Bein unterhalb des Knies.

### Nachkriegszeit
Seine Kriegsgefangenschaft verbrachte Baur zuerst im Lubjanka-Gefängnis in Moskau, dann in den Lagern bei Stalinogorsk, Krasnogorsk, Borowitschi und Woikowo. Am 31. Mai 1950 verurteilte ihn ein Moskauer Gericht zu 25 Jahren Arbeits- und Besserungslager. Im Oktober 1955 vorzeitig entlassen und nach Deutschland zurückgekehrt, zählte Baur zu den Spätheimkehrern. Der zuletzt in Neu-Widdersberg bei Herrsching am Ammersee lebende Baur war nach seiner Rückkehr mit Winifred Wagner befreundet. Hans Baur verstarb im Februar 1993 im Alter von 95 Jahren. Beigesetzt wurde er auf dem Westfriedhof in München.
Ein Teil des umfangreichen 16-mm-Filmmaterials des Hobbyfilmers aus der Zeit seiner Tätigkeit als Pilot Hitlers befand sich nach dem Kriegsende 53 Jahre in den Händen des ehemaligen US-Sergeants Herbert St. Goar aus Chattanooga, bis es 1998 in die Abteilung Filmarchiv des Bundesarchivs gelangte.

### Ehrungen und Auszeichnungen
- Eisernes Kreuz (1914) II. Klasse und I. Klasse
- Bayerische Tapferkeitsmedaille in Silber im Juli 1918
- Bayerisches Militärverdienstkreuz III. Klasse mit Krone und Schwertern
- Königlich Bayer. Flugzeugführer-Abzeichen
- Ehrenbecher für den Sieger im Luftkampf
- Medaille zur Erinnerung an den 1. Oktober 1938
- Medaille zur Erinnerung an den 13. März 1938
- SA-Sportabzeichen in Bronze
- Julleuchter der SS am 16. Dezember 1935
- Komtur des Ungarischen Verdienstordens im Jahr 1941
- St. Alexander-Orden im Jahr 1941
- Ehrendegen des Kommandostabs RFSS
- Ehrenwinkel der Alten Kämpfer mit Stern
- Ritterkreuz des Ordens der Krone von Italien
- Dienstauszeichnung der NSDAP in Silber und Bronze
- Danziger Kreuz II. Klasse
- Orden der Krone von Rumänien im April 1942
- Finnischer Orden der Weißen Rose
- Finnischer Orden des Freiheitskreuzes II. Klasse mit Schwertern am 4. Juni 1942
- SS-Ehrenring
- Goldenes Ehrenzeichen der NSDAP
- Orden der Krone König Zvonimirs I. Klasse im Jahr 1943
- SS-Zivilabzeichen
- SS-Dienstauszeichnung

## Autobiografische Schriften
- Ich flog Mächtige der Erde. Pröpster, Kempten 1956.
- Mit Mächtigen zwischen Himmel und Erde. Schütz, Oldendorf 1971; 9. Auflage. Schütz, Coburg 1993, ISBN 3-87725-050-5.
- Hitler at my side. Eichler, Houston 1986, ISBN 1-930571-00-3 (Autobiografie, englisch).
- J'étais le pilote de Hitler, Paris 1957 (Autobiografie, französisch).